# Academia de Ciencias de la RDA
La Academia Alemana de Ciencias de Berlín, familiarmente Academia de Ciencias de la RDA (en alemán: Deutsche Akademie der Wissenschaften zu Berlin) fue la institución de investigación más importante de la República Democrática Alemana.

## Historia
Inaugurada oficialmente en 1946, continuó, al menos parcialmente, la tradición de la Academia Prusiana de las Ciencias. Era a la vez una sociedad científica, cuya membresía, obtenida por cooptación, representaba el reconocimiento oficial, pero también, a diferencia de muchas otras academias de ciencias, una organización de investigación que supervisaba toda una comunidad de institutos de investigación extrauniversitarios. 
Con la Reunificación alemana del 3 de octubre de 1990, la sociedad científica quedó separada de la organización de investigación y otras actividades. Las actividades de la sociedad científica están a cargo desde 1993 de la Sociedad Leibniz de Ciencias de Berlín . Los proyectos de investigación y los fondos de la Academia pasaron a la Academia de Ciencias de Berlín-Brandenburgo, fundada en 1992, que también se presenta como continuación de la Academia Prusiana. Los institutos de la Academia de la RDA fueron disueltos el 31 de diciembre de 1991 y parcialmente refundados en el seno de otras organizaciones como la Leibniz-Gemeinschaft, la Helmholtz-Gemeinschaft o la Sociedad Max-Planck .

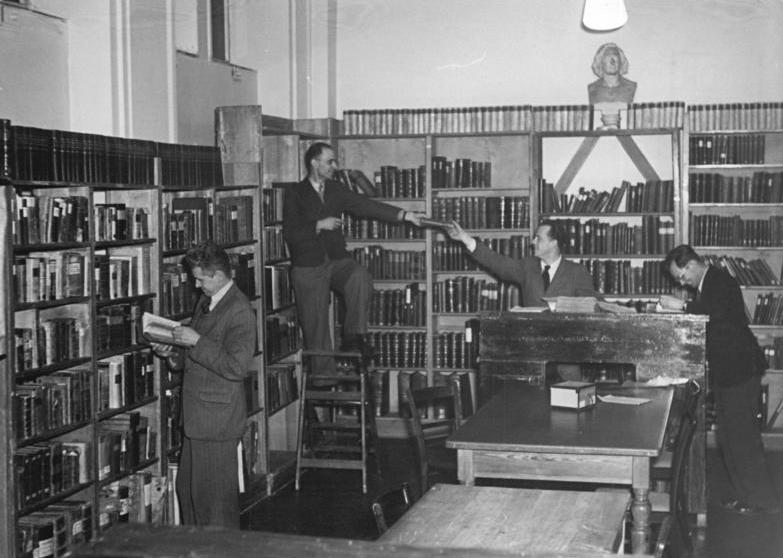
Biblioteca de la Academia, sección Deutsches Wörterbuch (1952).